# کرم (فیلم ۲۰۰۶)
«کرم» (روسی: Cherv) یک فیلم است که در سال ۲۰۰۶ منتشر شد.